# آنا فورد

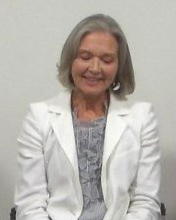
آنا فورد

آنا فورد (انگلیسی: Anna Ford؛ زادهٔ ۲ اکتبر ۱۹۴۳) روزنامه‌نگار، مجری، و گوینده اخبار اهل بریتانیا است. او در سال ۲۰۰۶ از گویندگی خبر بازنشست شد و تا سال ۲۰۱۲ در سمت مدیر غیراجرایی در
سینزبوریس مشغول بکار بود.